# Crime político
Crime político é um crime que envolve de forma geral conceitual de Direito Internacional, atos ou omissões que prejudicam o interesse da chamada "Lei de Segurança Nacional de um determinado país em determinado tempo histórico", sendo ele de natureza interna ou externa. O princípio está presente tanto em todas as Constituições brasileiras desde 1820, quanto na maioria dos países, sendo a Segurança: do Estado, do governo ou do sistema político vigente no tempo histórico. O princípio é respeitado pela própria Organização das Nações Unidas (ONU), como o foi em organizações internacionais que se fizeram presentes antes da Organização das Nações Unidas.
O crime político, contra a Segurança Nacional, pois, pode ser de dois tipos:
- Crime político próprio: é o de opinião - deliberada, isto é, aquele que causa ameaça à ordem institucional ou ao sistema vigente, um discurso inflamado de um "líder" (por exemplo), e/ou que procura a chamada liderança (por exemplo, por meios não - oficiais, em um momento histórico, determinado no tempo histórico).
- Crime político impróprio: é o crime comum conexo ao delito político ou seja, um crime de natureza comum porém dotado de conotação político-ideológica. Por exemplo: ato de guerrilha (conceito de "Pequena Guerra", ou seja e/ou que poderia ser simplesmente), no ato de assaltar e/ou simplesmente participar e/ou colaborar no assalto de um banco para obter fundos para determinado grupo político constitui crime político impróprio - perfeito e característico de delito, princípio esse aceito pelo chamado "Tribunal Internacional de Direito".

Segundo Delmanto,  os crimes políticos próprios "somente lesam ou põem em risco a organização política", ao passo que os impróprios "também ofendem outros interesses além da organização política". Ou, conforme Acquaviva: "O crime político próprio objetiva subverter apenas a ordem política instituída, sem atingir outros bens do Estado ou bens individuais; o crime político impróprio visa a lesar, também, bens jurídicos individuais e outros que não a segurança do Estado".

## No direito brasileiro
Num sentido diferente, Pamplona  faz a distinção entre "crime" político previsto no rol dos Direitos Fundamentais (art. 5º, LII, Constituição brasileira) do crime político disposto na Lei de Segurança Nacional. Segundo Pamplona, o "crime" político presente na Constituição e que impede a extradição não pode ser interpretado como crime motivado por razões políticas. Segundo o autor, a citada leitura é auto-contraditória em face aos princípios constitucionais: i) democracia - que significa realizar a política sem o uso da violência, isto é, sem crime; entretanto, em sentido contrário, pela mobilização, persuasão etc. e ii) de direito. Assim sendo, o "crime" político do art. 5º, LII, deve ser interpretado como criminalização do agir político pacífico, ou seja, o "criminoso" político seria o agente político perseguido como se criminoso fosse por um governo autoritário.